# Friedrich Abraham Stock
Friedrich (Fritz) Abraham Stock (* 20. August 1845 in Murten; † 7. April 1895 in Cannes, bestattet in Murten; heimatberechtigt in Gempenach und ab 1866 in Murten) war ein Schweizer Mediziner und Politiker.

## Leben

### Familie
Friedrich Abraham Stock war der Sohn des Kaufmanns Stefan-Daniel Stock und von dessen Ehefrau Suzette-Marguerite (geb. Couchoud).
Er war in erster Ehe mit Mélanie (geb. Brune, † 18. Oktober 1875) verheiratet. Seine Ehefrau war die Witwe seines Bruders Daniel Stock (1830–1873), die kurz nach der Hochzeit mit Friedrich Abraham Stock verstarb.
In zweiter Ehe heiratete er am 14. Juni 1881 Cécile-Henriette (* 13. August 1858), die Tochter des Pfarrers Charles Philibert Gobat (1813–1888). Gemeinsam hatten sie zwei Töchter.
Sein Schwager war der Jurist, Politiker und spätere Friedensnobelpreisträger Albert Gobat, der Onkel seiner zweiten Ehefrau war Samuel Gobat, evangelischer Bischof von Jerusalem.

### Werdegang
Stock besuchte die Stadtschulen in Murten und danach das Gymnasium in Bern. Er studierte von 1866 bis 1870 Medizin an der Universität Bern sowie der Universität Zürich. Nach Beendigung des Studiums war er als Assistenzarzt in Wien und Prag tätig.
Von 1870 bis 1871 nahm er als Regimentsarzt des 6. Württemberger Infanterieregiments am Deutsch-Französischen Krieg teil und liess sich dann als Arzt in Murten nieder.
In der Schweizer Armee erreichte er den Dienstgrad eines Majors der Sanitätstruppen.
Er war Mitglied des Verwaltungsrats der Schifffahrtsgesellschaft Neuenburgersee-Murtensee.

### Politisches und gesellschaftliches Wirken
Stock sass von 1880 bis zu seinem Tod im Gemeinderat von Murten; in dieser Zeit war er, als Nachfolger des verstorbenen Georges Cressier (1815–1888), vom 25. März 1889 bis zum 3. Dezember 1893 gemässigt radikaler Freiburger Nationalrat; aus gesundheitlichen Gründen verzichtete er auf eine Wiederwahl.
Er förderte den Bau der Eisenbahnstrecke Freiburg−Murten (siehe Chemin de fer Fribourg–Morat–Anet), die am 23. August 1898 eröffnet wurde. Weiter setzte er sich auch für den Schiffsverkehr auf dem Murtensee ein.

### Mitgliedschaften
Stock war Mitglied der Schweizerischen Studentenverbindung Helvetia.

## Ehrungen und Auszeichnungen
Nach dem Deutsch-Französischen Krieg erhielt Stock 1871 das Ritterkreuz I. Klasse des Friedrichs-Ordens sowie den Olga-Orden.

## Trivia
Daniel Stock, der Bruder von Friedrich Abraham Stock, kommandierte 1866 in Murten die Artilleriemannschaft, die einen losgerissenen Zirkus-Elefanten mit einer Kanonenkugel tötete (siehe Elefant von Murten).

## Schriften (Auswahl)
- Murten, mit 26 Illustrationen von G. Roux und einer Karte. Zürich 1885.